# Еквиноварус
Еквиноварус (талипес) е вроден или придобит дефект, при който или едното или и двете стъпала са завъртяни навътре и надолу. Това заболяване е най-честата вродена малформация на стъпалото при новородени с честота 1 на 1000 деца. В приблизително 50% от случаите еквиноварусът засяга и двата крака, но може да се прояви едностранно, като причини това единия крак или стъпалото да бъде по-къс от другия. При повечето случаи това не е свързано с други здравословни проблеми. Без подходящо и навременно лечение, деформацията на стъпалото ще продължи и ще доведе до болка и нарушена способност за ходене, което може да има драматично въздействие върху качеството на живот .
Точната причина обикновено не се установява. Смята се, че са включени както генетични фактори, така и фактори на околната среда. Има два основни вида вроден еквиноварус: идиопатично (80% от случаите) и вторичен еквиноварус (20% от случаите). Идиопатичния вроден еквиноварус е многофакторно състояние, което включва екологични, съдови, позиционни и генетични фактори. Изглежда, че има наследствен компонент за този вроден дефект, като се има предвид, че рискът от развитие на вроден еквиноварус е 25%, когато е засегнат роднина от първа степен. Освен това, ако единият близнак е засегнат, има 33% шанс и другият да бъде засегнат. Основният механизъм включва разрушаване на мускулите или съединителната тъкан на подбедрицата, което води до контрактура на ставите. Диагнозата може да бъде поставена при раждането чрез физически преглед или преди раждането по време на ултразвуков преглед.
Най-често срещаното първоначално лечение е методът на Ponseti, който е разделен на две фази: 1) коригиране на позицията на краката и 2) гипсиране на краката в период от повтарящи се седмични интервали. Ако деформацията на еквиноварусът не се подобри до края на фазата на отливката, може да се извърши тенотомия на ахилесовото сухожилие. Процедурата (операцията) се състои от малък заден разрез на кожата, през който се прави разрезът на сухожилието. За поддържане на правилната позиция на стъпалото е необходимо носенето на ортопедична шина до 5-годишна възраст. 
Първоначално шината се носи почти непрекъснато, а след това само през нощта. В около 20% от случаите е необходима допълнителна операция. Има редки случаи, в които изобщо не е нужна операция. Лечението може да се извършва от редица доставчици на здравни услуги и обикновено може да се постигне в развиващия се свят с малко ресурси.
Вродения еквиноварус се среща при 1 до 4 на всеки 1000 живородени деца, което го прави един от най-честите вродени дефекти при новородени, засягащи краката. Около 80% от случаите се срещат в развиващите се страни, където има ограничен достъп до грижи. Еквиноварусът е по-често при първородните деца и мъжете. По-често се среща сред маорите и по-рядко сред китайците .

## Епидемиология
Разпространението на еквиноварус при раждане варира между 0,51 и 2,03/1000 живородени в страните с ниски и средни доходи (LMIC). 

## История
Двама фараони -  Сиптах и Тутанкамон са имали това състояние на краката и състоянието се появява в египетските картини.  индийски текстове ( ок. 1000 BC ) и Хипократ ( ок. 400 BC ) описва лечението. През 1823 г. Delpech представя нова процедура за лечение на това състояние. Новият метод, известен като тенотомия, включва прерязване на ахилесовото сухожилие. Хирургическата процедура е имала усложнения като инфекции и други странични ефекти тогава. 

## Знаци и симптоми
При еквиноварусът краката се завъртат навътре и надолу . Засегнатото стъпало или крак може да са по-малки от другите, докато в около половината от случаите еквиноварусът засяга и двата крака. През повечето време той не е свързан с други проблеми. 
Еквиноварусът може да се диагностицира чрез ехография на плода. Това най-често се случва на феталната морфология. Най-ранната гестационна седмица, в която състоянието е диагностицирано с висока степен на увереност, е 12-та, а най-късната е 32-ра. Не всички пациенти са диагностицирани на ранен етап, при някои се случва чак когато се родят. При 29% от бебетата първият ултразвуков преглед не успява да открие деформацията, която впоследствие става ясна при по-късен преглед. Еквиноварусът е диагностицирано между 12 и 23 гестационна седмица при 86% от децата и между 24 и 32 гестационна седмица при останалите 14%. 
Без навременно лечение стъпалото си остава деформирано и хората ходят настрани или отгоре на стъпалата си, което може да причини мазоли, инфекции на краката, проблеми с поставянето в обувките, болка, затруднено ходене, тичане, движение и увреждане. 

## Причини
Хипотезите за точната причина за еквиноварус варират. Изследванията обаче са установили, че генетиката е най-голямата вероятност, както и факторите на околната среда или комбинация от двете. Доказателствата сочат, че етиологията на еквиноварусът най-вероятно е многофакторна. Мета-анализ и систематичен преглед установиха, че най-клинично значимите рискови фактори за еквиноварус са фамилна анамнеза, тютюнопушене на бащата и майката, затлъстяване на майката, гестационен диабет, амниоцентеза и употребата на селективни инхибитори на обратното поемане на серотонина (SSRI). Много открития са съгласни, че "вероятно има повече от една различна причина и поне в някои случаи фенотипът може да възникне в резултат на общ ефект на различни фактори, действащи заедно." Факторите, допринасящи за развитието на еквиноваруса, могат да бъдат категоризирани като външни и вътрешни фактори.